# Aitken (månekrater)
Aitken er et nedslagskrater på Månen, som ligger på Månens bagside Det er opkaldt efter den amerikanske astronom Robert Aitken (1864-1951). Krateret observeredes første gang i 1965 af den sovjetiske rumsonde Zond 3.
Navnet blev officielt tildelt af den Internationale Astronomiske Union (IAU) i 1970.
Dette krater ligger langs den nordlige rand af det umådelige Sydpol-Aitkenbassin, som fik navn efter dette krater og Månens sydpol, de to ekstreme steder i området.

## Omgivelser
Aitkenkrateret ligger sydøst for Heavisidekrateret og nord for det usædvanlige Van de Graaff-krater. Forbundet med dets sydvestlige rand ligger Vertregtkrateret og mod sydøst ligger det mindre Bergstrandkrater.

## Karakteristika
Den indre væg i Aitken er opdelt i terrasser og varierer betydeligt i bredde med den smalleste del mod sydvest. Krateret 'Aitken Z' ligger hen over den indre, nordlige væg. Lige nord for kanten ligger det lille krater 'Aitken A', som er omgivet af et udkastet "tæppe" af materialer med lysere albedo.
Den indre kraterbund har engang i fortiden fået en anden overflade ved en lavaoversvømmelse med mørkere albedo, især i den sydlige halvdel. Der er også adskillige små nedslagskratere i den østlige bund, en buet højderygslinje lige øst for centrum, og en række små højderygge i den vestlige halvdel.

## Satellitkratere
De kratere, som kaldes satellitter, er små kratere beliggende i eller nær hovedkrateret. Deres dannelse er sædvanligvis sket uafhængigt af dette, men de får samme navn som hovedkrateret med tilføjelse af et stort bogstav. På kort over Månen er det en konvention at identificere dem ved at placere dette bogstav på den side af satellitkraterets midte, som ligger nærmest hovedkrateret. Aitkenkrateret har følgende satellitkratere:
| Aitken | Bredde  | Længde   | Diameter |
| ------ | ------- | -------- | -------- |
| A      | 14,0° S | 173,7° Ø | 13 km    |
| C      | 14,0° S | 175,8° Ø | 74 km    |
| G      | 16,8° S | 174,2° Ø | 7 km     |
| N      | 17,7° S | 172,7°Ø  | 7 km     |
| Y      | 12,0° S | 173,2° Ø | 35 km    |
| Z      | 15,1° S | 173,3° Ø | 33 km    |

## Måneatlas
- Billeder af Aitkenkrateret i LPI-måneatlasset